# Northfield (New Jersey)
Northfield – miasto w Stanach Zjednoczonych, w stanie New Jersey, w hrabstwie Atlantic.